# Шамал-Терек
Шамал-Терек (кирг. Шамал-Терек) — село в Узгенском районе Ошской области Кыргызстана. Входит в состав Кароолского аильного округа. Код СОАТЕ — 41706  255 840 01 0

## Население
По данным переписи 2023 года, в селе проживало 3 648 человек.